# Signe Fridholm
Signe Charlotta Fridholm, född 1 maj 1889 i Hedvig Eleonora församling i Stockholms stad, död 26 december 1918 i Stora Tuna församling i Kopparbergs län, var en svensk lärare och rösträttsaktivist. Hon var verksam i kampanjen för införandet av kvinnlig rösträtt i Sverige och ordförande för Föreningen för kvinnans politiska rösträtt i Borlänge–Stora Tuna 1916–1918. 